# Sicherheitszeugnis für Traditionsschiffe
Für den Betrieb von Traditionsschiffen unter deutscher Flagge ist ein Sicherheitszeugnis erforderlich. Das Sicherheitszeugnis wird von der Dienststelle Schiffssicherheit der Berufsgenossenschaft Verkehrswirtschaft Post-Logistik Telekommunikation (BG Verkehr) ausgestellt.

## Entwicklung
Im Rahmen der Aufarbeitung des maritimen Erbes als Kulturgut wurden ab der 1970er Jahre alte Schiffe unterschiedlichster Größe durch verschiedenste Privatpersonen oder Organisationen restauriert und wieder in Fahrt genommen. Zur Finanzierung der Kosten war es zunächst üblich, Gäste gegen Spenden eine Mitfahrmöglichkeit einzuräumen. Da das eine Mischung aus privater Seefahrt und kommerzieller Seefahrt war, führte es zu Schwierigkeiten in Bereichen der Sicherheitsauflagen und steuerlichen Bewertung. Mitte der 1990er Jahre entstand in Zusammenarbeit von Bundesverkehrsministerium und der See-Berufsgenossenschaft (später BG Verkehr) unter Mitwirkung der GSHW auf der Grundlage des § 6 der Schiffssicherheitsverordnung die „Richtlinie für Traditionsschiffe“. Diese Richtlinie war seit dem 15. April 2001 verbindlich. Sie wurde am 14. März 2018 durch den Teil 3 der Anlage 1a der Schiffssicherheitsverordnung („Sicherheitsanforderungen an den Bau und die Ausrüstung von Traditionsschiffen“) abgelöst.

## Voraussetzungen
Die Dienststelle Schiffssicherheit der BG Verkehr darf nur deutschflaggigen Traditionsschiffen im Sinne der Schiffssicherheitsverordnung ein Sicherheitszeugnis erteilen. Ein Traditionsschiff ist danach ein „historisches Wasserfahrzeug, an dessen Präsentation in Fahrt ein öffentliches Interesse besteht“. Ein historisches Wasserfahrzeug ist wiederum ein „hauptsächlich mit den Originalwerkstoffen gebautes Schiff, das aufgrund seiner Bauart, seiner Konstruktion, seines ehemaligen Nutzungszwecks und seiner Seltenheit erhaltenswert ist und das im Wesentlichen dem Originalzustand zum Zeitpunkt seines Baus oder zu einem späteren für das Schiff während seiner wirtschaftlichen Nutzungsperiode historisch bedeutsamen Bauzustand entspricht“. Als historische Wasserfahrzeuge können auch Rückbauten, Nachbauten oder Segelschulungsschiffe anerkannt oder gleichgestellt werden. Der Betrieb eines Traditionsschiffes muss ideellen Zwecken, insbesondere der Vermittlung historischer Schiffsbetriebstechnik und traditioneller Seemannschaft dienen; eine erwerbswirtschaftliche Nutzung ist nicht zulässig.

## Prüfung
Das Sicherheitszeugnis wird für die Dauer von 5 Jahren mit einer Zwischenbesichtigung zwischen dem zweiten und dritten Betriebsjahr erteilt. Die Dienststelle Schiffssicherheit der BG Verkehr kann weitere Besichtigungen durchführen.

## Kontroverse um die Traditionsschifffahrt
Da Traditionsschiffe aus Sicherheitsgründen immer mehr Auflagen erfüllen mussten, gab es bereits seit den 1990er Jahren Auseinandersetzungen zwischen einzelnen Schiffsbetreibern und der damaligen See-Berufsgenossenschaft über die Frage der Einstufung und Finanzierungsmöglichkeiten des Betriebes als Traditionsschiff. Zusätzlich war die Einordnung als Traditionsschiff international rechtlich zu ungenau, was zu erheblichen Schwierigkeiten außerhalb deutscher Gewässern führen konnte. Anfang der 2000er Jahre gab es mehrere gerichtliche Auseinandersetzungen zwischen Schiffsbetreibern und der damaligen See-Berufsgenossenschaft. Das OVG Hamburg folgte in mehreren Beschlüssen der Rechtsauffassung der See-Berufsgenossenschaft und legte den Begriff des "Traditionsschiffes" restriktiv aus. In einem Beschluss des OVG Hamburg von 2009 heißt es beispielsweise: Insbesondere die Ausfüllung des Begriffs „historische Wasserfahrzeuge“ [… ist …] daran zu messen, ob es sich um Wasserfahrzeuge handelt, die in der Vergangenheit bereits existiert haben, denn nur hinsichtlich solcher Fahrzeuge besteht, wie von § 1 Abs. 3 SportSeeSchV gefordert, ein öffentliches, insbesondere kulturelles Interesse an der Erhaltung und Präsentation in Fahrt." Mit Hinweis auf die rechtskräftigen Gerichtsentscheidungen lehnte die damalige See-Berufsgenossenschaft in mehreren Fällen die Ausstellung eines Sicherheitszeugnisses als Traditionsschiff ab. Am 29. Juni 2013 demonstrierten auf der Kieler Woche im Rahmen der Windjammerparade erneut viele Traditionsschiffe. Die Schiffe hatten schwarze Flaggen gesetzt und gaben Achtungssignale mit ihren Schiffshörnern, um auf das aus ihrer Sicht drohende Aus für die Traditionsschifffahrt aufmerksam zu machen. Die Diskussionen um die Traditionsschifffahrt führten auch mehrfach zu Kleinen Anfragen im Deutschen Bundestag, zuletzt im Juli 2021. Ab dem November 2017 erarbeitete eine Arbeitsgruppe mit Vertretern des Bundesverkehrsministeriums, der BG Verkehr und den Traditionsschiffs-Verbänden neue Sicherheitsvorgaben für Traditionsschiffe, die dann in eine Änderung der Schiffssicherheitsverordnung einfloss. Es wurde Bestandsschutz für die bereits zugelassenen Traditionsschiffe sowie für die meisten neuen Regelungen eine fünfjährige Übergangsfrist vereinbart. Für mögliche Streitfälle ernannte das Bundesverkehrsministerium zwei erfahrene Ombudsleute, an die sich die Traditionsschiffsbetreiber mit der Bitte um Vermittlung mit der BG Verkehr wenden können. Als letzte Maßnahme richtete das Bundesverkehrsministerium einen 20-Millionen-Euro-Fördertopf ein, aus dem Traditionsschiffer finanzielle Hilfen für Umbauten und Nachrüstungen auf ihren Schiffen erhalten können.

## Belege
1. ↑  Nr. 2.1.2 Teil 3 Anlage 1a Schiffssicherheitsverordnung
2. ↑  Nr. 2.1.2.1 Teil 3 Anlage 1a Schiffssicherheitsverordnung
3. ↑  Nr. 5.1 und 5.1 Teil 3 Anlage 1a Schiffssicherheitsverordnung
4. ↑  Nr. 8 Teil 3 Anlage 1a Schiffssicherheitsverordnung
5. ↑  Blackflag. Aktion zur Rettung der Traditionsschifffahrt in Europa. Gemeinsame Kommission für historische Wasserfahrzeuge, archiviert vom Original am 19. Dezember 2014; abgerufen am 28. Mai 2013.
6. ↑  OVG Hamburg, Beschluss vom 8. Oktober 2009, 1 Bs 174/09
7. ↑  Drucksache 17/13577. (PDF; 286 kB) Abgerufen am 23. November 2023.
8. ↑  Nachricht vom 14.3.2018 auf der Website www.deutsche-flagge.de